# شکل‌گیری سرزمین میانه
شکل‌گیری سرزمین میانه (The Shaping of Middle-Earth) چهارمین جلد از مجموعه تاریخ سرزمین میانه است که در اوت ۱۹۸۶ در انگلستان و در نوامبر ۱۹۸۶ در آمریکا منتشر شد.
این کتاب روایتگر چگونگی شکل‌گیری ساختار زمانی و جغرافیایی سرزمین میانه و والینور از ابتدای خلقت تا به امروز است. با خواندن این کتاب با ماهیت شکل جهان و حکایت‌هایی که تاکنون از آن تصور شده آشنا می‌شویم. این کتاب شامل نقشه‌ها و نمودارهای دوران‌های مختلف قبل و بعد از فجایعی مانند سقوط نومه نور و نبردهای بزرگ و تأثیر گذار بر آردا است. نقشهٔ بلریاند و وقایعی از دوران اول که به‌طور خلاصه در سیلماریلیون وجود دارد نیز مورد بحث قرار گرفته‌است. علاوه بر اینها، نوشته‌هایی به دنبال کتاب داستان‌های فراموش شده، اولین سالنامه‌های والینور و بلریاند، اولین طرح‌ها و نقشه‌های سیلماریلیون، پیوست‌هایی از ترجمه الفی کوئنتا به زبان انگلیسی قدیمی و طرح اسطوره‌شناسی سیلماریلیون در این کتاب به چشم می‌خورد.